# クック諸島連邦

クック諸島連邦
Cook Island Federation (英語)

国歌: God Save the King（英語）
国王陛下万歳

クック諸島連邦（クックしょとうれんぽう、英語: Cook Island Federation）は、クック諸島に建国されたラロトンガ王国にアイツタキ島が加わり1891年に設立された国家である。1901年にニュージーランドに併合された。

## 地理
クック諸島南部のラロトンガ島、マンガイア島、アイツタキ島と、ンガ・プ・トル諸島のアチウ島、マウケ島、ミチアロ島、タクテア島で構成される。

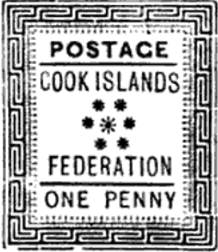
クック諸島連邦発行の切手